# Campbell Stewart
Campbell Stewart (Palmerston North, 12 maggio 1998) è un ciclista su strada e pistard neozelandese che corre per il Team Jayco AlUla. Nella specialità dell'omnium su pista è stato campione del mondo 2019 e medaglia d'argento ai Giochi olimpici di Tokyo 2020.

## Palmarès

### Pista
- 2014

Campionati oceaniani, Omnium Junior
- 2015

Campionati neozelandesi, Omnium Junior
Adelaide Cycling Grand Prix, Scratch Junior (Adelaide)
South Australian Track Classic, Scratch Junior (Adelaide)
Super Drome Cup, Scratch Junior (Adelaide)
Super Drome Cup, Corsa a punti Junior (Adelaide)
Campionati del mondo, Scratch Junior
Campionati del mondo, Omnium Junior
- 2016

Campionati del mondo, Inseguimento a squadre Junior (con Jared Gray, Thomas Sexton e Connor Brown)
Campionati del mondo, Omnium Junior
- 2017

Campionati neozelandesi, Americana (con Dylan Kennett)
Campionati oceaniani, Americana (con Thomas Sexton)
3ª prova Coppa del mondo 2017-2018, Inseguimento a squadre (Milton, con Thomas Sexton, Jared Gray e Nick Kergozou)
4ª prova Coppa del mondo 2017-2018, Americana (Santiago del Cile, con Thomas Sexton)
4ª prova Coppa del mondo 2017-2018, Inseguimento a squadre (Santiago del Cile, con Harry Waine, Jared Gray, Nick Kergozou e Thomas Sexton)
- 2019

5ª prova Coppa del mondo 2018-2019, Inseguimento a squadre (Cambridge, con Regan Gough, Jordan Kerby, Nick Kergozou e Thomas Sexton)
5ª prova Coppa del mondo 2018-2019, Americana (Cambridge, con Aaron Gate)
6ª prova Coppa del mondo 2018-2019, Americana (Hong Kong, con Thomas Sexton)
Campionati neozelandesi, Americana (con Jordan Kerby)
Campionati del mondo, Omnium
3ª prova Coppa del mondo 2019-2020, Omnium (Hong Kong)
4ª prova Coppa del mondo 2019-2020, Omnium (Cambridge)
4ª prova Coppa del mondo 2019-2020, Americana (Cambridge, con Aaron Gate)
- 2020

Campionati neozelandesi, Americana (con Aaron Gate)
- 2022

Giochi del Commonwealth, Inseguimento a squadre (con Jordan Kerby, Thomas Sexton e Aaron Gate)
Campionati neozelandesi, Americana (con Thomas Sexton)
- 2023

GP Cambridge, Corsa a punti
GP Cambridge, Americana (con Thomas Sexton)
GP Cambridge, Corsa a eliminazione
Grassroots Velodrome GP (con Thomas Sexton)
- 2024

Coppa delle Nazioni, Americana (Adelaide), con Aaron Gate)
Coppa delle Nazioni, Americana (Hong Kong), con Aaron Gate)
Belgian Track Meeting, Americana (con Aaron Gate)

### Strada
- 2015 (Juniores)

Campionati neozelandesi, Prova in linea Junior
Tour de Manawatu
- 2016 (Juniores)

3ª tappa, 2ª semitappa National Capital Tour (Stromlo)
- 2017 (una vittoria)

2ª tappa Hawke's Bay Tour
- 2019 (una vittoria)

2ª tappa Tour of Southland (Riverton > Te Anau)
- 2020 (due vittorie)

2ª tappa New Zealand Cycle Classic (Masterton > Masterton)
5ª tappa Tour of Southland (Invercargill > Lumsden)
- 2021 (Black Spoke Pro Cycling, tre vittorie)

5ª tappa New Zealand Cycle Classic (Wellington > Wellington)
2ª tappa À Travers les Hauts-de-France (Neuville-Saint-Rémy > Roisel)
3ª tappa À Travers les Hauts-de-France (Albert > Le Cateau-Cambrésis)
- 2023 (Team Jayco AlUla, una vittoria)

6ª tappa Giro di Croazia (Samobor > Zagabria)

## Piazzamenti

### Grandi Giri
- Giro d'Italia

2023: 107º

### Classiche monumento
- Giro delle Fiandre

2022: ritirato
- Parigi-Roubaix

2023: ritirato

### Competizioni mondiali
- Campionati del mondo su pista

Astana 2015 - Scratch Junior: vincitore
Astana 2015 - Omnium Junior: vincitore
Aigle 2016 - Inseg. a squadre Junior: vincitore
Aigle 2016 - Omnium Junior: vincitore
Aigle 2016 - Americana Junior: 2º
Apeldoorn 2018 - Inseguimento a squadre: 5º
Apeldoorn 2018 - Omnium: 5º
Pruszków 2019 - Inseguimento a squadre: 8º
Pruszków 2019 - Omnium: vincitore
Berlino 2020 - Inseguimento a squadre: 2º
Berlino 2020 - Omnium: 5º
Berlino 2020 - Americana: 2º
St. Quentin-en-Yv. 2022 - Inseguimento a squadre: 5º
St. Quentin-en-Yv. 2022 - Americana: 9º
Glasgow 2023 - Inseguimento a squadre: 3º
Glasgow 2023 - Americana: 3º
Glasgow 2023 - Omnium: 11º
- Campionati del mondo su strada

Doha 2016 - In linea Junior: ritirato
- Giochi olimpici

Tokyo 2020 - Inseguimento a squadre: 4º
Tokyo 2020 - Omnium: 2º
Tokyo 2020 - Americana: 11º
Parigi 2024 - Inseguimento a squadre: 5º
Parigi 2024 - Americana: 4º